# Лирунган, Оджи
Оджи Лирунган (индон. Odji Lirungan, настоящее имя Георгиус Эдуардус Лирунган, индон. Georgius Eduardus Lirungan; 8 августа 1957, Джакарта — 11 октября 2015, Джакарта) — индонезийский художник, один из самых известных представителей сюрреализма в Индонезии.

## Краткая биография
Окончил Институт изобразительных искусств Индонезии в Джокьякарте (1986). Начал участвовать в коллективных выставках с 1980 г. Рисовал маслом, а также чёрной тушью и цветными нестираемыми фломастерами. Картины наполнены сюрреалистическими фантазиями, основанными на древнеяванском эпосе и фольклоре, порой весьма эпатажными. Многие полотна художника носят протестный характер. В картине «Есть только одно слово: сопротивление» (2014), посвящённой памяти поэта Виджаи Тукула, ставшего жертвой «нового порядка» (режим Сухарто), герой изображён в профиль. На его правом глазу, проткнутым штыком, повязка. Лицо поэта смотрит вправо на Равану — кровожадного героя Рамаяны. В 2011 году он принял участие в акции «Индонезийский парламент — общественный туалет», запечатлев на свой картине человека, справляющего нужду на фоне здания парламента. Провёл 14 персональных выставок (последняя в 2014 г.), участвовал в более чем в 20 коллективных в Джакарте, Джокьякарте и Париже. Один их основателей Джакартского форума художников (индон.  Formaja).

## Мнение. Критика
Среди индонезийских художников Оджи был одним из тех, кто считал искусство орудием борьбы. Почти все его картины — это протест против насилия властей — Харди

## Семья
- Жена Лиа Пуспита (индон.  Lia Puspital)